# Torpedo-2 Moskwa
Torpedo-2 Moskwa (ros. Футбольный клуб «Торпедо-2» Москва, Futbolnyj Kłub "Torpedo-2" Moskwa) – rosyjski klub sportowy z siedzibą w Moskwie, druga drużyna piłkarzy.

## Historia
Chronologia nazw:
- 1945: Torpedo-d Moskwa (ros. «Торпедо-д» Москва)
- 1996: Torpedo-Łużniki-d Moskwa (ros. «Торпедо-Лужники-д» Москва)
- 1998: Torpedo-2 Moskwa (ros. «Торпедо-2» Москва)
- 2008: Torpedo-M Moskwa (ros. «Торпедо-М» Москва)
- 2016: LFK Torpedo Moskwa (ros. ЛФК «Торпедо» Москва)

Piłkarska druga drużyna Torpedo-d została założona w 1945 w Moskwie.
W latach 1945–1991 występowała w turnieju drużyn rezerwowych Mistrzostw ZSRR.
W Mistrzostwach Rosji klub startował w Drugiej Lidze, strefie 3, w której występował do 1993, a potem do 1997 występował w Trzeciej Lidze, strefie 3.
W latach 2001–2006 występował w turnieju drużyn rezerwowych Mistrzostw Rosji.